# Congrés Nacional del Partit Comunista de la Xina

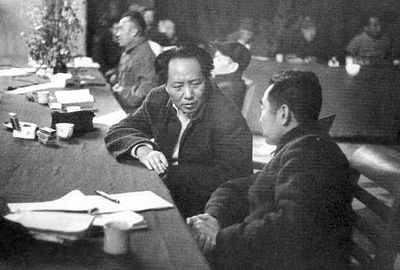
Mao Zedong al 7è congrés

El Congrés Nacional del Partit Comunista de la Xina (CNPCX) (en xinès: 中国 共产党 全国 代表 大会; pinyin: Zhōngguó Gòngchǎndǎng Quánguó Dàibiǎo Dàhuì, literalment: Congrés dels Representants Nacionals del Partit Comunista Xinès) és un congrés del partit que se celebra cada cinc anys. El Congrés Nacional és, teòricament, l'estament més elevat del Partit Comunista de la Xina. Des de 1987 el Congrés Nacional s'ha celebrat en els mesos d'octubre o novembre. La seu de l'esdeveniment, a partir de 1956, és el Gran Saló del Poble de Pequín. En les últimes dues dècades, el Congrés Nacional del PCX ha estat fonamental pels canvis de lideratge i, per tant, ha aconseguit l'atenció dels mitjans de comunicació internacionals.
Des de mitjans de la dècada de 1980, el Partit Comunista ha intentat mantenir una successió suau i ordenada i evitar un culte a la personalitat, canviant cada deu anys els màxims líders.
A més, a mesura que es retira la gent del partit, hi ha lloc per a membres més joves. És per això que el Congrés és un període d'enriquiment personal en que les negociacions impliquen no només el lideratge, sinó pràcticament totes les posicions polítiques importants a la Xina. A causa de l'estructura piramidal del partit i l'existència d'edat de jubilació obligatòria, els quadres que no són promoguts en un Congrés probablement s'enfrontin al final de les seves carreres polítiques.
A més de fer canvis de lideratge, el Congrés també revisa i modifica, si és necessari, la Constitució del Partit i selecciona el Comitè Central, un dels òrgans de presa de decisions. Cada cicle quinquenal del Congrés Nacional del Poble també hi ha una sèrie de plenaris del Comitè Central que, des de mitjans de la dècada de 1990, s'han celebrat amb més o menys regularitat.
Similar a la pràctica del Comité Central, els delegats al Congrés són oficialment seleccionats d'organitzacions de base del partit, amb un sistema d'eleccions escalonades en què un nivell del partit vota als delegats al nivell immediatament superior i així successivament. Per a l'assistència al Congrés Nacional, els delegats són elegits pels comitès provincials del Partit Comunista en un procés de selecció que està supervisat pel Departament d'Organització del Partit, tal com ho indica el Comitè Permanent del Politburó.

## Congressos històrics
| Congressos                  | Delegats                                     | Presentat per | Canvis Constitució | Membres del Partit |                             |    |            |  |    |
| --------------------------- | -------------------------------------------- | ------------- | ------------------ | ------------------ | --------------------------- | -- | ---------- |  | -- |
| Congressos                  | Delegats                                     | Presentat per | Canvis Constitució | Membres del Partit | 1er Congrés Nacional 8 dies | 12 | Chen Duxiu |  | 50 |
| 2n Congrés Nacional 7 dies  | 12                                           | Chen Duxiu    | 1st Charter        | 195                |                             |    |            |  |    |
| 3r Congrés Nacional 8 dies  | ~30                                          | Chen Duxiu    | Esmena             | 420                |                             |    |            |  |    |
| 4t Congrés Nacional 11 dies | 20                                           | Chen Duxiu    | Esmena             | 994                |                             |    |            |  |    |
| 5è Congrés Nacional 13 dies | ~80                                          | Chen Duxiu    | Esmena             | 57.967             |                             |    |            |  |    |
| 6è Congrés Nacional 23 dies | 84 amb dret a vot – 34 sense dret a vot      | Qu Qiubai     | 2nd Charter        | 130.194            |                             |    |            |  |    |
| 7è Congrés Nacional 49 dies | 544 amb dret a vot – 208 sense dret a vot    | Mao Zedong    | 3rd Constitution   | 1.210.000          |                             |    |            |  |    |
| 8è Congrés Nacional 30 dies | 1.026 amb dret a vot – 107 sense dret a vot  | Liu Shaoqi    | 4th Constitution   | 10.730.000         |                             |    |            |  |    |
| 9è Congrés Nacional 23 dies | 1.512                                        | Lin Biao      | 5th Constitution   | 22.000.000         |                             |    |            |  |    |
| 10è Congrés Nacional 4 dies | 1.249                                        | Zhou Enlai    | 6th Constitution   | 28.000.000         |                             |    |            |  |    |
| 11è Congrés Nacional 6 dies | 1.510                                        | Hua Guofeng   | Esmena             | 35.000.000         |                             |    |            |  |    |
| 12è Congrés Nacional 6 dies | 1.600 amb dret a vot – 149 sense dret a vot  | Hu Yaobang    | 7ena Constitució   | 39.000.000         |                             |    |            |  |    |
| 13è Congrés Nacional 7 dies | 1.936 amb dret a vot – 61 delegats especials | Zhao Ziyang   | Esmena             | 46.000.000         |                             |    |            |  |    |
| 14è Congrés Nacional 6 dies | 1.989 amb dret a vot – 46 delegats especials | Jiang Zemin   | Esmena             | 51.000.000         |                             |    |            |  |    |
| 15è Congrés Nacional 6 dies | 2.074 amb dret a vot – 60 delegats especials | Jiang Zemin   | Esmena             | 58.000.000         |                             |    |            |  |    |
| 17è Congrés Nacional 6 dies | 2.217 amb dret a vot – 57 delegats especials | Hu Jintao     | Esmena             | 73.363.000         |                             |    |            |  |    |
| 18è Congrés Nacional 7 dies | 2.270 amb dret a vot – 57 delegats especials | Hu Jintao     | Esmena             | 82.600.000         |                             |    |            |  |    |
| 19è Congrés Nacional 7 dies | 2.287 amb dret a vot – 57 delegats especials | Xi Jinping    | Esmena             | 89.000.000         |                             |    |            |  |    |
| 20è Congrés Nacional 7 dies |                                              | Xi Jinping    | Esmena             |                    |                             |    |            |  |    |